# Agniohammus olivaceus
Agniohammus olivaceus là một loài bọ cánh cứng trong họ Cerambycidae.